# ルーシー・イン・ザ・スカイ
『ルーシー・イン・ザ・スカイ』（Lucy in the Sky）は2019年のアメリカ合衆国のドラマ映画。ノア・ホーリーの映画監督デビュー作で、出演はナタリー・ポートマンとジョン・ハムなど。2007年に宇宙飛行士のリサ・ノワックが起こした暴行事件をもとに、宇宙での体験を忘れられず、もう一度そこへ戻りたいと熱望する女性宇宙飛行士が、次第にその想いを暴走させていく姿を描いている。なお、人物名や事件の細部などは変更されている。
日本国内で劇場公開されなかったが、2020年8月5日にデジタル配信された。また、同年8月6日に、20世紀スタジオ・インターナショナルの公式サイトを閉鎖したため、日本におけるフォックス・サーチライト・ピクチャーズ作品として、20世紀スタジオ・インターナショナルが担当するのは、本作が最後となる。

## ストーリー
宇宙飛行士のルーシー・コーラは長期間にわたる宇宙滞在ミッションを終えて地球へと帰還する。ミッションの中で、ルーシーは広大な宇宙における地球の矮小さを実感し、地球上のあらゆるものが色あせて見えるようになる。温厚な性格で、今まで自分を支えてきた夫ドリューすら、最早下らない人間でしかなかった。魅惑的な宇宙空間に戻りたいという思いは日に日に強まり、ルーシーはひたすら訓練に打ち込んでいく。そんなルーシーを惹き付けたのが、同僚のマークであった。マークはドリューとは違い、野心的で男性的な魅力を十二分に備えていたからである。やがて、2人は不倫関係になる。
ほどなくして、ルーシーはマークが訓練生エリンにも手を出していることを知り、さらに情緒の不安定さを理由に次のミッションから外されたことで、彼女の精神状態は一気に悪化し、ついにはマークを襲撃する事件を起こしてしまう。警察に逮捕され、全てを失ったルーシーは3年後、養蜂家として働いている。

## キャスト
※括弧内は日本語吹替声優。
- ルーシー・コーラ: ナタリー・ポートマン（坂本真綾） - NASAの宇宙飛行士。
- マーク・グッドウィン: ジョン・ハム（東地宏樹） - NASAの宇宙飛行士。
- エリン・エックルズ: ザジー・ビーツ（鹿野真央） - NASAの訓練生。
- ドリュー・コーラ: ダン・スティーヴンス（西健亮） - ルーシーの夫。NASAの広報担当。
- フランク・パクストン: コールマン・ドミンゴ（山野井仁） - ルーシーの上司。
- ナナ・ホルブルック: エレン・バースティン（沢田敏子） - ルーシーの祖母で育ての親。
- ブルーアイリス: パール・アマンダ・ディクソン - ルーシーが預かっている姪（兄の娘）。
- ハンク・リンチ: ジェレマイア・バーケット
- ハインズ: ジョー・ウィリアムソン
- ウィル・プリンプトン博士: ニック・オファーマン（石住昭彦） - 宇宙から帰還したルーシーを診察。
- ケイト・ムーニエ: ティグ・ノタロ（英語版）（近内仁子） - ルーシーの同僚。
- ジム・ハント: ジェフリー・ドノヴァン（山口太郎） - ルーシーの同僚。

## 製作
2017年2月18日、映画『Pale Blue Dot』の主演にリース・ウィザースプーンが起用されたと報じられた。11月、スケジュールの都合で、ウィザースプーンが降板することになった。
2018年1月11日、ウィザースプーンの代役としてナタリー・ポートマンの起用が発表された。3月14日、ジョン・ハムが本作に出演するとの報道があった。4月2日、ザジー・ビーツが本作の出演交渉に臨んでいると報じられた。5月10日、ダン・スティーヴンスの出演が決まった。6月8日、エレン・バースティンが起用されたとの報道があった。同月中、本作の主要撮影が始まった。7月、コールマン・ドミンゴとジェレマイア・バーケットがキャスト入りした。
2019年10月4日、レイクショア・レコーズが本作のサウンドトラックを発売した。

## 公開・興行収入
2019年3月19日、本作のティーザー・トレイラーが公開された。8月26日、本作のオフィシャル・トレイラーが公開された。9月11日、本作は第44回トロント国際映画祭でプレミア上映された。10月4日、本作は全米37館で限定公開され、公開初週末に5万4058ドル（1館当たり1461ドル）を稼ぎ出し、週末興行収入ランキング初登場37位となった。

## 評価
本作に対する批評家からの評価は芳しいものではない。特に、リサ・ノワック事件を象徴する大人用おむつ―ノワックはトイレに行く時間を惜しみ、おむつを着用した状態でストーキングを行った―が本作に登場しないことに対して批判の声が上がっている。映画批評集積サイトのRotten Tomatoesには123件のレビューがあり、批評家支持率は22%、平均点は10点満点で4.37点となっている。サイト側による批評家の見解の要約は「ナタリー・ポートマンは持てる力の全てを出し切っているが、それを以てしても、『ルーシー・イン・ザ・スカイ』のストーリーの乱雑さとアプローチの定まらなさという欠点は相殺できなかった。」となっている。また、Metacriticには36件のレビューがあり、加重平均値は36/100となっている
元宇宙飛行士のマーシャ・アイビンスは本作の設定に対して「宇宙に長期間いたからといって、宇宙飛行士が現実感覚を失うというのは非現実的に過ぎる」と批判している。